# Malu Entu
Malu Entu (Italiaans: Repubblica Indipendente di Malu Entu; Onafhankelijke Republiek van de Slechte Wind) was een in 1978 uitgeroepen republiek op het eiland Mal di Ventre. Het eiland heeft een oppervlakte van minder dan 4 km². Het staatshoofd van Malu Entu was Salvatore Meloni.
De republiek werd uitgeroepen door actievoerders van de Partidu Indipendtista Sardu, een groepering die streeft naar een onafhankelijk Sardinië.
Op 1 februari 2009 grepen de Italiaanse autoriteiten, die bestonden uit Italiaanse militairen, boswachters en medewerkers van de havenmeester van de stad Oristano in en hebben het eiland heroverd.
Malu Entu werd door geen enkel ander land erkend.